# Кронк-Самэрк
Кронк-Самэрк (англ. Cronk Sumark) — холм на острове Мэн, на котором расположено доисторическое городище-крепость, предположительно — железного века. В английской терминологии археологические памятники такого рода известны, как «форт на вершине холма» (англ. Hilltop fort). Раскопки на холме никогда не проводились, но здесь были найдены витрифицированные камни, что может свидетельствовать о том, что эта крепость может относиться к категории витрифицированных фортов.